# Dylan McKay
Dylan Michael McKay est un personnage de fiction qui apparaît dans les six premières saisons puis dans les saisons 9 et 10 de la série Beverly Hills 90210. Il est interprété par Luke Perry.

## Histoire du personnage

### Saisons 1 à 3
Fils du magnat des affaires, Jack McKay et de son ex-femme, Iris McKay, Dylan commence la série avec la réputation d'être un  solitaire. Il se lie d'amitié avec Scott Scanlon et Brandon Walsh et, par l'intermédiaire de Brandon, il se lie d'amitié avec Donna Martin, Kelly Taylor, Steve Sanders, Brenda Walsh, Andrea Zuckerman et David Silver. Dylan se rapproche de chacun d'eux. Dylan commence finalement à sortir avec Brenda, et malgré les protestations de son père, les deux tombent amoureux.
Tout au long des deux premières saisons, la relation de Dylan et Brenda l'aide à traverser plusieurs événements traumatisants, notamment sa lutte contre l'alcoolisme et l'arrestation de son père et sa condamnation pour plusieurs crimes. Cependant, lorsque Dylan emmène Brenda au Mexique contre la volonté de son père, son père lui interdit de sortir avec lui. Brenda refuse d'obéir et emménage avec Dylan, qui devient de plus en plus malheureux dans leur relation. En raison de sa querelle avec Jim Walsh et de leur nouveau mode de vie, Dylan est agacé au point qu'il a failli mettre fin à leur relation. À ce stade, Jim propose d'envoyer Brenda en France pour un programme d'été d'immersion française.
Comme Brenda est partie à Paris, Dylan passe beaucoup de temps avec Kelly, l'aide à garder sa petite sœur et participe à un tournoi de beach-volley. Les deux ont une liaison, mais Kelly y met fin par loyauté envers Brenda. Au retour de Brenda de Paris, elle et Dylan se réunissent. Cela ne dure cependant pas longtemps, car Brenda (qui a également eu une liaison) rencontre l'homme qu'elle voyait à Paris dans un magasin de vidéos et commence à le voir dans le dos de Dylan. Dylan et Brenda se séparent et Dylan se dirige directement vers Kelly. Cela ne dure pas longtemps non plus, cependant. Après que Brenda les ait vus à un rendez-vous et se soit mise en colère contre eux, ils prennent du recul par rapport à leur relation potentielle. Dylan, confus quant à ses relations avec les deux femmes, fait un road trip pour s'éloigner d'elles. À son retour, Kelly et Brenda lui disent de faire un choix. Lorsque Brenda est incapable de se présenter lorsqu'il invite les deux filles à voir son père, il décide de choisir Kelly.
Lorsque le père de Dylan est libéré de prison, Kelly aide Dylan à établir une relation saine avec son père. Cependant, cela ne dure pas longtemps; Jack est tué par une voiture piégée. Dylan passe le reste de la troisième saison à gérer sa relation avec Kelly et avec le reste de ses amis, diplômés du West Beverly High School lors du final de la saison.

### Saisons 4 à 6
Dans la quatrième saison, Dylan rencontre une femme qui se fait appeler Suzanne Steele et qui prétend être la mère de l'enfant illégitime de Jack McKay, une jeune fille prénommée Erica. Dylan est d'abord sceptique, mais finit par les accepter. L'amitié de Dylan et Brenda met à rude épreuve sa relation avec Kelly. Ils se séparent à plusieurs reprises et se remettent ensemble, mais ils finissent par s'arrêter après un combat particulièrement mauvais. Dylan se réconcilie brièvement avec Brenda avant son départ pour Londres.
Après que Suzanne ait commencé à sortir avec un chimiste Kevin Weaver, qu'elle décide d'épouser, Dylan accepte d'aider à financer le projet personnel du nouveau mari de Suzanne promouvant des plages propres, une cause qui passionne également Dylan. Il est révélé dans le final de la saison que Suzanne et Kevin le trompaient et utilisaient son désir de famille pour voler son important fonds en fiducie.
La cinquième saison de la série se déroule plusieurs mois plus tard. Dylan, au bord de la faillite à cause des événements de la saison précédente, a fait une rechute et a passé l'été au Mexique, ruminant ses problèmes avec Brenda, Kelly et la trahison de sa "famille". Se sentant aliéné de ses amis, de sa famille et de la vie en général, Dylan garde sa situation financière secrète pour tout le monde. Après le retour de Dylan à Beverly Hills, il découvre que Brandon et Kelly ont commencé à sortir ensemble et fait une scène au dîner de répétition de Donna et il se moque de Kelly.
Dylan commence alors à se droguer et couche avec Valérie, qui découvre son problème de drogue et sa véritable situation financière et en parle au reste des amis de Dylan. Dylan continue dans sa spirale infernale jusqu'à ce que ses amis décident d'intervenir. Il accepte d'aller en cure de désintoxication, mais quitte la cure après seulement un jour. Il fait ensuite le plein de drogue et a un accident de voiture mettant sa vie en danger, il fait une série de rêves sur sa demi-sœur innocente Erica, et se rend compte qu'il doit la sauver de sa mère Suzanne et de Kevin. Ensuite, Dylan retourne en cure de désintoxication et réussit à retrouver sa sobriété. Après être sorti de sa cure de désintoxication, il redouble d'efforts pour retrouver Erica, sa mère et son beau-père. Avec un enquêteur nommé "Jonesy" et avec l'aide de Valérie, ils retrouvent Kevin et Suzanne, qui se cachent au Mexique, il récupère Erica et tout l'argent de Dylan.
Peu de temps après, il commence l'hypnothérapie afin de rechercher un rôle pour le prochain film d'un ami scénariste qui était en cure de désintoxication avec lui. Grâce à l'hypnothérapie, il découvre une vie parallèle dans laquelle il croit que Kelly est son âme sœur. Malgré la relation de Kelly et Brandon, Dylan avoue alors son amour pour elle. Il lui propose de faire le tour du monde avec lui. Brandon est menacé par Dylan et propose à Kelly, la forçant à choisir entre les deux. Kelly ne choisit ni l'un ni l'autre, déclarant qu'elle les aime et les aimerait toujours tous les deux. On dit plus tard qu'elle refuse de choisir entre eux, non pas parce qu'elle ne peut pas choisir, mais parce que cela détruirait leur amitié de la même manière que l'intérêt pour Dylan a endommagé son amitié avec Brenda.
Au cours de la sixième saison, Dylan découvre que le FBI croit qu'un gangster nommé Anthony Marchette a tué son père et décide de se venger. Il utilise la fille du gangster, Toni Marchette, pour se rapprocher de lui, mais tombe amoureux d'elle. Malgré la querelle de Dylan avec le gangster, les deux décident finalement de se marier et de déménager à Hawaï.
Le tueur à gages tue accidentellement Toni, qui conduisait la voiture de Dylan sous une forte pluie. Dylan, désemparé, reçoit une arme à feu d'Anthony Marchette, qui demande à Dylan de le tuer. Dylan est tenté, mais refuse, lui disant que "Le meurtre est fait". Il est révélé plus tard que Marchette s'est suicidé peu de temps après cet échange. Peu de temps après, Dylan quitte la ville sur sa moto.
À son retour, il révèle qu'il a vendu sa maison. Il sort sa Porsche du garage et, après mûre réflexion, la vend et décide de brûler l'argent, où il se heurte à un trafiquant de drogue qui lui donne de l'héroïne.

### Saisons 9 et 10
Dylan revient à Beverly Hills vers le début de la neuvième saison, car sa maison et ses amis lui manquent, bien qu'il avoue à Kelly qu'elle lui manque particulièrement. Il rechute et consomme à nouveau de l'héroïne. Après avoir essayé de reconquérir Kelly, il commence à sortir avec Gina Kincaid, bien qu'il ait manifestement toujours des sentiments pour Kelly. Dylan et Kelly sont toujours amoureux, bien qu'ils entretiennent respectivement des relations amoureuses avec Gina et Matt Durning. Cela est particulièrement visible lorsque Kelly blâme Gina et d'autres pour les problèmes de drogue de Dylan, et oblige Steve à s'attribuer le mérite d'un acte héroïque à la place de Dylan pour éviter que quelqu'un sache qu'elle et Dylan étaient ensemble.
Dans la dernière saison, Dylan découvre que son père a simulé sa mort et fait partie du programme de protection des témoins. Après avoir été en colère que Jack l'ait laissé penser que son père était mort pendant sept ans, il accepte plus tard que c'était la bonne chose à faire. La relation de Dylan et Gina se termine lorsque, après avoir envisagé de quitter Los Angeles avec elle, il admet finalement qu'il est toujours amoureux de Kelly et ne peut pas partir.
Dans la finale de la série " La Dernière Chance " et " Ode à la joie ", Dylan et Kelly se retrouvent au mariage de Donna et David et échangent un baiser.

### Années manquantes
Après la mort de sa femme Toni en 1995, Dylan est allé à Londres et a retrouvé Brenda, ils ont vécu dans son appartement. Ils étaient de nouveau ensemble au printemps 1996, lorsque Donna envoie une correspondance à l'appartement de Brenda mais reçoit à la place une correspondance de retour de Dylan.
Au printemps 1998, la demi-sœur de Dylan est partie vivre avec eux à Londres, Kelly et Brandon prévoyant de leur rendre visite pendant leur lune de miel. Lorsque Dylan est revenu en novembre de la même année, cependant, il dit à Kelly qu'il a rompu avec Brenda deux ans plus tôt.
En 2004, il a eu un fils avec Kelly, nommé Sammy. Ils se sont séparés peu de temps après. Après la naissance de Sammy, Brenda est restée en contact avec Dylan, lui disant de ne pas gâcher les choses avec Kelly. Dylan a commencé à beaucoup bouger et a rarement rendu visite à Sammy. Il est également resté en contact avec Brandon.

### 90210 Beverly Hills: Nouvelle Génération
Dans l'épisode 6, Dylan appelle Brenda pendant qu'elle parle à Kelly et Ryan. Quand Kelly découvre que c'est Dylan au téléphone, elle lui parle. Il s'avère que Dylan veut essayer de revenir dans la vie de Kelly et Sammy. Cependant, cela signifierait qu'ils devraient s'éloigner de Beverly Hills. Après mûre réflexion, Kelly rompt avec Ryan, car elle a dit qu'elle devrait essayer d'arranger les choses avec Dylan. Ryan demande à Kelly pourquoi Dylan appellerait  Brenda, et pas elle directement, s'il voulait lui parler. Craignant que Brenda et Dylan ne soient secrètement de nouveau ensemble, Kelly confronte Brenda. Après avoir entendu Brenda dire que sa relation avec Dylan est platonique, Brenda et Kelly se réconcilient. Kelly décide d'essayer de réparer sa relation avec Dylan, tandis que Brenda supprime son numéro. Il est sous-entendu qu'il y a peut-être eu plus dans l'histoire de la relation entre Brenda et Dylan qu'elle n'a pas partagé avec Kelly, car Brenda a versé des larmes en supprimant le numéro de téléphone de Dylan.
Dans l'épisode 10, Kelly revient à Beverly Hills et révèle que sa relation avec Dylan n'a pas fonctionné, car il a les mêmes problèmes d'engagement qui ont tourmenté leur relation auparavant. Elle commente également à quel point il ressemble exactement à ce qu'il était au lycée.

### Beverly Hills: BH90210
En hommage à Luke Perry interprète de Dylan McKay décédé quelques mois auparavant, des images d'archives en tant que Dylan McKay ont été utilisées dans le premier épisode, l'épisode étant lui-même dédié à sa mémoire.

## Réception
Dylan McKay était considéré comme l'un des personnages les plus populaires de la série et un excellent exemple de l'archétype du " mauvais garçon " dans la culture populaire,,,,,,,,,,,.